# Gerald Freedman
Gerald Alan Freedman (Lorain, 25 giugno 1927 – Winston-Salem, 17 marzo 2020) è stato un regista teatrale, paroliere e librettista statunitense.

## Biografia
Gerald Freedman nacque a Lorain, in Ohio, figlio di immigrati ebrei russi. Conseguì la laurea triennale e magistrale alla Northwestern University e successivamente cominciò a lavorare a Broadway come aiuto regista di Jerome Robbins per le prime dei musical West Side Story (1957) e Gypsy: A Musical Fable (1959). Nel 1961 fece il suo debutto a Broadway in veste di regista con il musical The Gay Life e da allora diresse altre opere di prosa e musical sulle scene di Broadway, riscontrando sempre un successo modesto. I suoi più grandi successi furono invece nell'Off Broadway, dove diresse la prima di Hair nel 1969, mentre nel 1975 e nel 1977 ottenne due candidature ai Drama Desk Award per la regia di due diversi allestimenti di The Robber Bridegroom.
Nel 1979 tornò a Broadway per dirigere il premio Oscar Joel Grey nel musical di Jerry Herman The Grand Tour, mentre nel 1995 lavorò per l'ultima volta a Broadway come regista della commedia La scuola della maldicenza. Fu il primo regista statunitense a dirigere un'opera teatrale al neo-fondato Shakespeare's Globe di Londra, oltre a dirigere un gran numero di opere liriche per la New York City Opera e il Kennedy Center di Washington.
Fu direttore artistico della programmazione estiva del Delacorte Theatre dal 1960 al 1967 e poi ancora dal 1967 al 1971. Fu direttore artistico anche del Great Lakes Theater Festival di Cleveland tra il 1985 e il 1997 e co-direttore artistico della compagnia teatrale di John Houseman The Acting Company (1974-1977), che annoverava tra i suoi membri anche i giovani Kevin Kline e Patti LuPone. Insegnò teatro, regia e recitazione a Yale e alla Juilliard School.

## Filmografia

### Regista
- The Ford Television Theatre - serie TV, 3 episodi (1955)
- Celebrity Playhouse - serie TV, 7 episodi (1955-1956)
- Blondie - serie TV, 1 episodio (1958)
- The DuPont Show of the Week - serie TV, 1 episodio (1963)
- ABC Stage 67 - serie TV, 1 episodio (1967)
- Great Performances - serie TV, 1 episodio (1974)